# Rosario Sánchez Mora
Rosario Sánchez Mora (Villarejo de Salvanés, 21 aprile 1919 – Madrid, 17 aprile 2008) è stata una politica spagnola, veterana repubblicana della guerra civile spagnola. Venne soprannominata la Dinamitera (la Dinamitarda) per la sua esperienza con gli esplosivi. Fu un'eroina repubblicana nella guerra civile spagnola.

## Primi anni di vita
È nata a Villarejo de Salvanés, in Spagna. Suo padre era un meccanico, mentre sua madre morì prima dell'inizio della guerra civile e si trasferì a Madrid quando aveva 16 anni per lavorare come sarta.

## Guerra civile spagnola
Sanchez è stata una delle prime donne a unirsi alle milizie repubblicane contro le forze nazionaliste guidate dal generale Francisco Franco. Si unì ai repubblicani all'età di 17 anni il 17 luglio 1936, lo stesso giorno in cui l'esercito spagnolo si ribellò per la prima volta contro la seconda repubblica spagnola. Sanchez fu una delle poche donne in prima linea a difendere Madrid e l'unica donna nella sezione dei dinamitardi repubblicani. È stata soprannominata, La Dinamitera, e venne così chiamata per tutta la guerra. Perse la mano destra in un'esplosione, a due mesi dall'inizio della guerra, mentre si trovava nelle trincee a fabbricare esplosivi e altre bombe. È stata visitata personalmente dal filosofo spagnolo José Ortega y Gasset, mentre si stava riprendendo in ospedale.
Dopo la guarigione, lavorò prima come telefonista presso il quartier generale militare e poi divenne postina nel 1937, quando il governo repubblicano ordinò a tutte le donne di lasciare il fronte. Un autista la portava in prima linea militare ogni mattina per consegnare la posta tra le forze repubblicane e le loro famiglie. Tuttavia, ha continuato ad aiutare i repubblicani ei loro alleati durante il resto della guerra. Ad esempio, ha lavorato con Dolores Ibárruri, presidente e segretario generale del Partito Comunista di Spagna, soprannominata "La Pasionaria", per reclutare donne che accettassero lavori lasciati dagli uomini che erano andati a combattere contro le forze nazionaliste. Nel 1937 sposò un giovane sergente repubblicano, Paco Burcet, dal quale ebbe una figlia. Burcet partì quasi immediatamente per combattere a Teruel e la coppia perse i contatti per il resto della guerra civile spagnola.
Quando le forze nazionaliste si radunarono a Madrid nel 1939 prima della caduta della città, Sanchez seppellì i suoi fucili e bruciò documenti che la collegavano alla causa repubblicana. Lasciò la sua bambina da alcuni parenti e partì per Valencia, in Spagna, dove il governo repubblicano si era ritirato, per unirsi al padre repubblicano di sinistra. Successivamente fuggirono ad Alicante sperando che le navi li portassero in salvo. Tuttavia, le navi non arrivarono mai ed entrambi furono catturati. Suo padre venne giustiziato dai franchisti.

## Anni della Spagna franchista
Sanchez venne condannata a morte "per essersi unita alla ribellione" dal vittorioso governo franchista. Tuttavia, la sua condanna è stata commutata in trent'anni di prigione, di cui alla fine ha scontato tre anni di carcere. Fu rilasciata dal carcere nel marzo 1942 e cercò di trovare suo marito, Paco Burcet. Lo Stato franchista aveva sciolto tutti i matrimoni civili repubblicani e scoprì che Paco si era risposato e ora aveva due figli. Ha avuto una seconda figlia più tardi nella vita.
Per mantenere se stessa e la sua famiglia durante lo stato franchistaaprì e gestì una bancarella di sigarette a Madrid. Ha continuato a vendere sigarette fino alla pensione. Dopo la morte di Franco, Sanchez ha iniziato a parlare delle sue esperienze durante la guerra. Ha scritto delle sue esperienze, come donna, durante la guerra civile spagnola: "Ho avuto l'opportunità di combattere quando le donne non combattevano. Sono rimaste a casa. Ho perso la mano. Non importava. Ero pronta a perdere la vita."

## Ultimi anni
Intorno agli 80 anni, Sanchez è stata formalmente riconosciuta come una delle mutilate di guerra, per le ferite riportate durante la guerra civile spagnola.
Rosario Sanchez è morta il 17 aprile 2008 a Madrid all'età di 88 anni.

## Poesie
Miguel Hernández, un poeta repubblicano spagnolo morto in prigione nel 1942, scrisse la seguente poesia in onore di Sanchez durante la guerra civile spagnola.
Rosario, dinamitera,
la dinamite ha vegliato sulla tua bella mano
invidiando i suoi attributi ardenti...
Il nemico lo sapeva bene
la mano di questa fanciulla
quella non è più una mano, perché
senza muovere un solo dito
ha acceso la dinamite
e l'ha resa una stella
Versione completa in spagnolo:
Rosario, dinamitera,
sobre tu mano bonita
celaba la dinamita
sus atributos de fiera.
Nadie al mirarla creyera
que había en su corazón
una desesperación,
de cristales, de metralla
ansiosa de una batalla,
sedienta de una explosión.

Era tu mano derecha,
capaz de fundir leones,
la flor de las municiones
y el anhelo de la mecha.
Rosario, buena cosecha,
alta como un campanario
sembrabas al adversario
de dinamita furiosa
y era tu mano una rosa
enfurecida, Rosario.

Buitrago ha sido testigo
de la condición de rayo
de las hazañas que callo
y de la mano que digo.
¡Bien conoció el enemigo
la mano de esta doncella,
que hoy no es mano porque de ella,
que ni un solo dedo agita,
se prendó la dinamita
y la convirtió en estrella!

Rosario, dinamitera,
puedes ser varón y eres
la nata de las mujeres,
la espuma de la trinchera.
Digna como una bandera
de triunfos y resplandores,
dinamiteros pastores,
vedla agitando su aliento
y dad las bombas al viento
del alma de los traidores.